# Liste der Resolutionen des UN-Sicherheitsrates (1948)
Diese Liste der Resolutionen des UN-Sicherheitsrates nennt die 29 vom Sicherheitsrat der Vereinten Nationen im Jahre 1948 verabschiedeten Resolutionen.
| Nummer | Beschluss vom | Gegenstand                                                   | Mission |
| ------ | ------------- | ------------------------------------------------------------ | ------- |
| 38     | 17. Januar    | Erster Indisch-Pakistanischer Krieg                          |         |
| 39     | 20. Januar    | Erster Indisch-Pakistanischer Krieg                          |         |
| 40     | 28. Februar   | Indonesischer Unabhängigkeitskrieg                           |         |
| 41     | 28. Februar   | Indonesischer Unabhängigkeitskrieg                           |         |
| 42     | 5. März       | Situation in Palästina                                       |         |
| 43     | 1. April      | Situation in Palästina                                       |         |
| 44     | 1. April      | Situation in Palästina                                       |         |
| 45     | 10. April     | Aufnahme Burmas als neues Mitglied in die Vereinten Nationen |         |
| 46     | 17. April     | Situation in Palästina                                       |         |
| 47     | 21. April     | Indisch-Pakistanischer Krieg                                 |         |
| 48     | 23. April     | Situation in Palästina                                       |         |
| 49     | 22. Mai       | Situation in Palästina                                       |         |
| 50     | 29. Mai       | Situation in Palästina                                       |         |
| 51     | 3. Juni       | Indisch-Pakistanischer Krieg                                 |         |
| 52     | 22. Juni      | United States Atomic Energy Commission                       |         |
| 53     | 7. Juli       | Situation in Palästina                                       |         |
| 54     | 15. Juli      | Situation in Palästina                                       |         |
| 55     | 29. Juli      | Indonesischer Unabhängigkeitskrieg                           |         |
| 56     | 19. August    | Situation in Palästina                                       |         |
| 57     | 18. September | Situation in Palästina                                       |         |
| 58     | 28. September | Internationaler Strafgerichtshof                             |         |
| 59     | 19. Oktober   | Situation in Palästina                                       |         |
| 60     | 29. Oktober   | Situation in Palästina                                       |         |
| 61     | 4. November   | Situation in Palästina                                       |         |
| 62     | 16. November  | Situation in Palästina                                       |         |
| 63     | 24. Dezember  | Indonesischer Unabhängigkeitskrieg                           |         |
| 64     | 28. Dezember  | Indonesischer Unabhängigkeitskrieg                           |         |
| 65     | 28. Dezember  | Indonesischer Unabhängigkeitskrieg                           |         |
| 66     | 29. Dezember  | Situation in Palästina                                       |         |